# Ángel Loochkartt

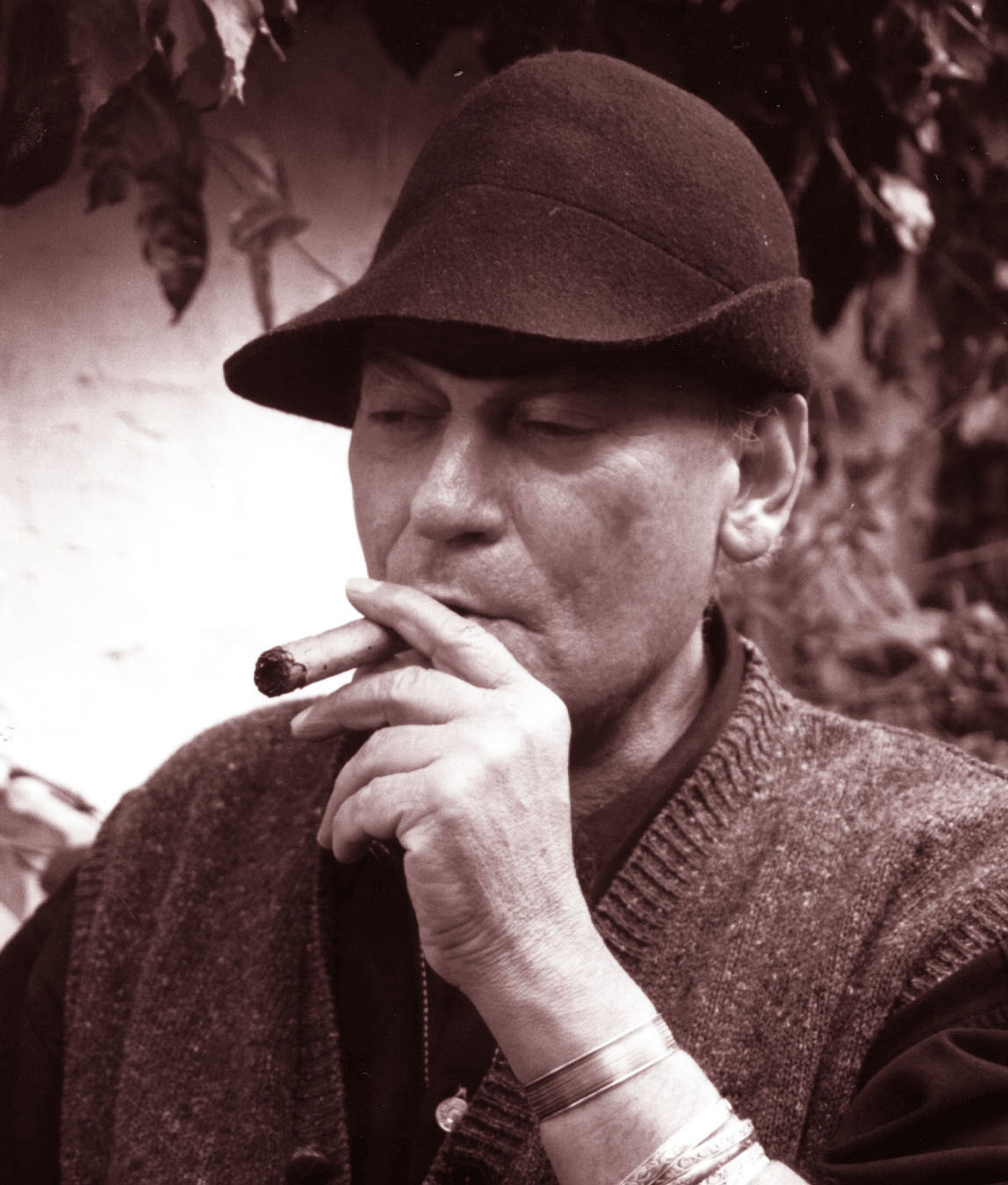
Ángel Loochkartt. Foto de Gonzalo Márquez Cristo.

Ángel Loochkartt (Barranquilla, 19 de mayo de 1933-Bogotá, 8 de noviembre de 2019) fue un artista plástico colombiano. Realizó sus estudios de Bellas Artes en Roma donde aprendió las técnicas de mural, pintura de caballete y grabado. En 1971 se vinculó al Departamento de Bellas Artes de la Universidad Nacional de Colombia, donde trabajódurante dos décadas. Recibió el Primer Premio en el Salón Nacional de Artistas de Colombia de 1986, la Mención de Honor, Festival de Arte Azuza, California (U.S.A., 1961), la Medalla al mérito de la Fundación Leonardo Da Vinci (Bogotá, 1977), el Premio Cristóbal Colón, Planetario Distrital (Bogotá, 1986, el Premio Vida y Obra 2011 de la Secretaría de Cultura de Barranquilla y el homenaje central del Carnaval de las Artes de Barranquilla, 2013. 
Ha realizado exposiciones en Italia, Francia, Estados Unidos, México y Colombia. Hace parte del grupo denominado Expresionismo Colombiano, al cual pertenecen también: Leonel Góngora, Carlos Granada, Pedro Alcántara Herrán, Antonio Samudio y Augusto Rendón. Su extraordinario colorido, sus ángeles eróticos de gran formato, las figuras referentes al Carnaval de Barranquilla (congos, marimondas), sus travestis y seres de la noche, y una búsqueda exhaustiva en los rostros de la realidad que a veces lo acercan al universo de Goya, lo sitúan como uno de los artistas latinoamericanos de mayor reconocimiento internacional. Sobre su vida y obra son notables los ensayos de Samuel Montealegre, Germán Rubiano Caballero, Fernando Guinard, Eduardo Márceles Daconte, Francisco Gil Tovar y Gonzalo Márquez Cristo, especialista en su obra, quien además realizó una extensa entrevista con el artista titulada: "¿Qué color me buscara mañana?". 
Sus pinturas han ilustrado tres libros de la Colección Internacional de Literatura Los Conjurados. y Con-Fabulación 100. La revista Común Presencia en su número 11 le rindió un extenso homenaje a su obra.
En la gran encuesta convocada en 2009 por el Museo de Arte Erótico Americano y por Con-Fabulación, donde participaron centenares de críticos e intelectuales ocupó el puesto séptimo entre los más destacados artistas plásticos colombianos de todos los tiempos. 
«Yo pinto para ser libre, es decir para no estar solo —dice Ángel Loochkartt-. Para compartir mi respiración y mi huella dactilar, mi taquicardia... Y para continuar pegado a mi sombra». (Fragmento tomado del texto La ofrenda del instante de la autoría de Gonzalo Márquez Cristo).

## El color de la Noche
Durante los años sesenta Loochkartt inició su febril indagación en los habitantes de la noche, que todavía no ha terminado. Con una fuerza expresionista y un gran poderío erótico comenzó sus emblemáticas series urbanas de transexuales, hampones, prostitutas, mendigos, tanguistas y figuras de carnaval, varias de las cuales se fueron involucrando en el imaginario estético de Colombia, y que cuentan con numerosas reproducciones en portadas de libros y revistas, y en afiches de gran difusión mediática como el realizado en 2010 para promocionar el Carnaval de Barranquilla, y el Ángel de la bicicleta que sería la imagen promocional del Festival de Literatura de Bogotá en 2010. 
Las pieles trémulas, las huellas del peligro en los rostros sombríos, la geografía convulsa de estos habitantes que se aman y desaman, los cuerpos torrentosos donde el movimiento es una condición fundamental, demuestran una maestría de trazos y colores que ejercería una gran influencia en las generaciones posteriores. Lo telúrico asiste a los cuerpos bajo el estigma a veces cruel y en ocasiones delirante de estas creaturas nacidas en el país de la noche. Una década después, fiel a su visión lúdica de la vida, inauguró su colección de "Malsentadas", donde lo femenino es expuesto con gran colorido y lúdica.
Desde sus inicios, la obra gráfica ha sido de gran importancia en su carrera artística, y así, este cultor del grabado y la serigrafía, ha realizado series de congos del carnaval de barranquilla, ángeles vigías y arcángeles exterminadores, que componen todo un universo, que expresa el poderío de un dibujo de gran rigor y calidad estética, entre cuyas piezas maestras se encuentra el "Ángel Laruel" y el "Retrato hablado de Cristo", unas de sus últimas creaciones.

## Distinciones
En 2014 recibió de la Universidad Nacional de Colombia la distinción al catedrático emérito por su labor.